# Patrick Barbier
Pour les articles homonymes, voir Barbier.
 (décembre 2017).
Patrick Barbier, né  le 28 février 1956 à Nantes, est un historien de la musique et écrivain français, professeur à l’université catholique de l'Ouest (Angers) et conférencier.

## Biographie

### Études
Patrick Barbier a passé son enfance et sa jeunesse à Nantes. Après son cursus secondaire au Collège-Lycée Saint-Stanislas (où il obtient en classe de 1re le prix des jeunes historiens, décerné par les Archives nationales), il commence des études d’italien à l’Université de Nantes puis les poursuit à l'Université de Rennes II, où il passe licence, maîtrise et doctorat d’italien sous la direction de Dominique Fernandez (aujourd’hui membre de l'Académie française).

### Enseignement et recherche
Son doctorat portant sur les opéras parisiens de Gaspare Spontini, il décide de s’orienter vers l’histoire de la musique et publie des ouvrages sur les rapports entre la musique et la société, essentiellement à l’époque baroque et à l’époque romantique. Plusieurs de ses ouvrages sont traduits en différentes langues, dont une douzaine pour la seule Histoire des Castrats (Grasset). Parallèlement, il mène une carrière de professeur et de chercheur à l’université catholique de l'Ouest (Angers) où il enseigne l’histoire de la musique tout en occupant les fonctions de Délégué général à la vie étudiante et à la vie culturelle[pertinence contestée]. En 1996, il obtient son Habilitation à diriger des recherches (HDR) en Arts du Spectacle, à l'Université de Paris III. Il est président du Centro Studi Farinelli, fondé en 1998 par plusieurs chercheurs, archivistes et historiens de la musique franco-italiens. Ce Centre a pour but de développer la recherche et de créer des événements autour de Farinelli et du phénomène des castrats (XVIIe-XVIIIe siècles).

### Conférences, émissions de radio et TV
Patrick Barbier donne des conférences en France (La Folle Journée de Nantes, à laquelle il collabore aussi en écrivant des spectacles théâtraux pour le public scolaire depuis 1995, Mars en baroque à Marseille, Nohant Festival Chopin, Festival de musique baroque de Sablé, Via aeterna au Mont-Saint-Michel…) et à l’étranger (Pays-Bas, Luxembourg, Belgique, Suisse, Italie, Canada, États-Unis, Mexique…). Il est aussi membre actif de l’Académie littéraire de Bretagne et des Pays de la Loire, située à Nantes, et membre associé de l'Académie des Sciences, Belles Lettres et Arts d'Angers. 
Il a produit des émissions sur France Musique[réf. souhaitée] (Au Bonheur des gammes sur la Malibran, 7 au 11 novembre 2005 ; Le Matin des musiciens sur Farinelli et l'histoire des castrats, 14 au 18 avril 2008) , et participé à des émissions sur France 3 (Le Grand Tour sur Naples avec Patrick de Carolis, Un livre, un jour avec Olivier Barrot), sur France 2 (Venise, Vivaldi, Versailles avec Stéphane Bern),  sur la 5 (Castrats, la voix des anges de Stéphane Ghez ; Sur les pas de Vivaldi de Laurence Thiriat avec Alain Duault), sur France Musique (Sous la couverture de Philippe Venturini, Classic Club de Lionel Esparza,), sur France Info (Le Livre du jour de Philippe Vallet), sur Europe 1 (Au cœur de l'Histoire de Franck Ferrand), etc.

## Publications
- A l’opéra au temps de Balzac et Rossini, Paris, Hachette, coll. « La Vie quotidienne », 2003 (1re éd. 1987)[16].
- Histoire des Castrats, Paris, Grasset, 1989[17].
- Patrick Barbier, Graslin, Nantes et l'opera : Deux siecles de vie lyrique au Theatre Graslin, Coiffard Libraire Editeur, 1993 (ISBN 978-2-910366-00-1).
- Farinelli, le castrat des Lumières, Paris, Grasset, 1994[17].
- La Maison des Italiens, les castrats à Versailles, Paris, Grasset, 1998[17].
- La Venise de Vivaldi, musique et fêtes baroques, Paris, Grasset, 2002[17].
- Jean-Baptiste Pergolèse, Paris, Fayard, 2003[18].
- La Malibran, reine de l’opéra romantique, Paris, Pygmalion, 2005[19].
- Pauline Viardot, Paris, Grasset, 2009[17].
- Patrick Barbier (dir.) et Claire Giraud-Labalte, Les années du romantisme, musique et culture entre Paris et l’Anjou (1823-1839), Presses Universitaires de Rennes, 2012[20].
- Naples en fête. Théâtre, musique et castrats au XVIIIe siècle, Paris, Grasset, 2012[17].
- Voyage dans la Rome baroque. Le Vatican, les princes et les fêtes musicales, Paris, Grasset, 2016[17].
- Gaspare Spontini. La musique sous Napoléon et Joséphine, Paris, Bleu Nuit Éditeur, 2017[21],[17].
- Marie-Antoinette et la musique, Grasset, 2022.

## Distinctions

### Récompenses
- Prix Thiers de l’Académie française 2017 pour son Voyage dans la Rome baroque. Le Vatican, les princes et les fêtes musicales (Grasset, 2016)[22]
- Mention spéciale du Prix des Muses 2010 pour sa biographie de Pauline Viardot (Grasset, 2009)[23]

### Décoration
- Officier de l'ordre des Palmes académiques.